# Lucilina floccata
Lucilina floccata är en blötdjursart som först beskrevs av Sowerby 1842.  Lucilina floccata ingår i släktet Lucilina och familjen Chitonidae. Inga underarter finns listade i Catalogue of Life.